# 希瓦切沃
希瓦切沃是位於保加利亞中南部，斯利文州的城市。希瓦切沃是希瓦切沃行政區的行政中心都市。希瓦切沃位於保加利亞首都索菲亞以東260公里，斯利文以西35公里，黑海沿岸港口城市布爾加斯以西450公里。

## 外部連結
- Official site of the town of Shivachevo （页面存档备份，存于）
- Georgi Karavelov School （页面存档备份，存于）

42°41′N 26°02′E / 42.683°N 26.033°E